# Teatro comunale di Ceglie Messapica
Il Teatro comunale di Ceglie Messapica è un teatro costruito nel 1873 e restaurato alla fine degli anni '90, articolato su due piani.

## Storia

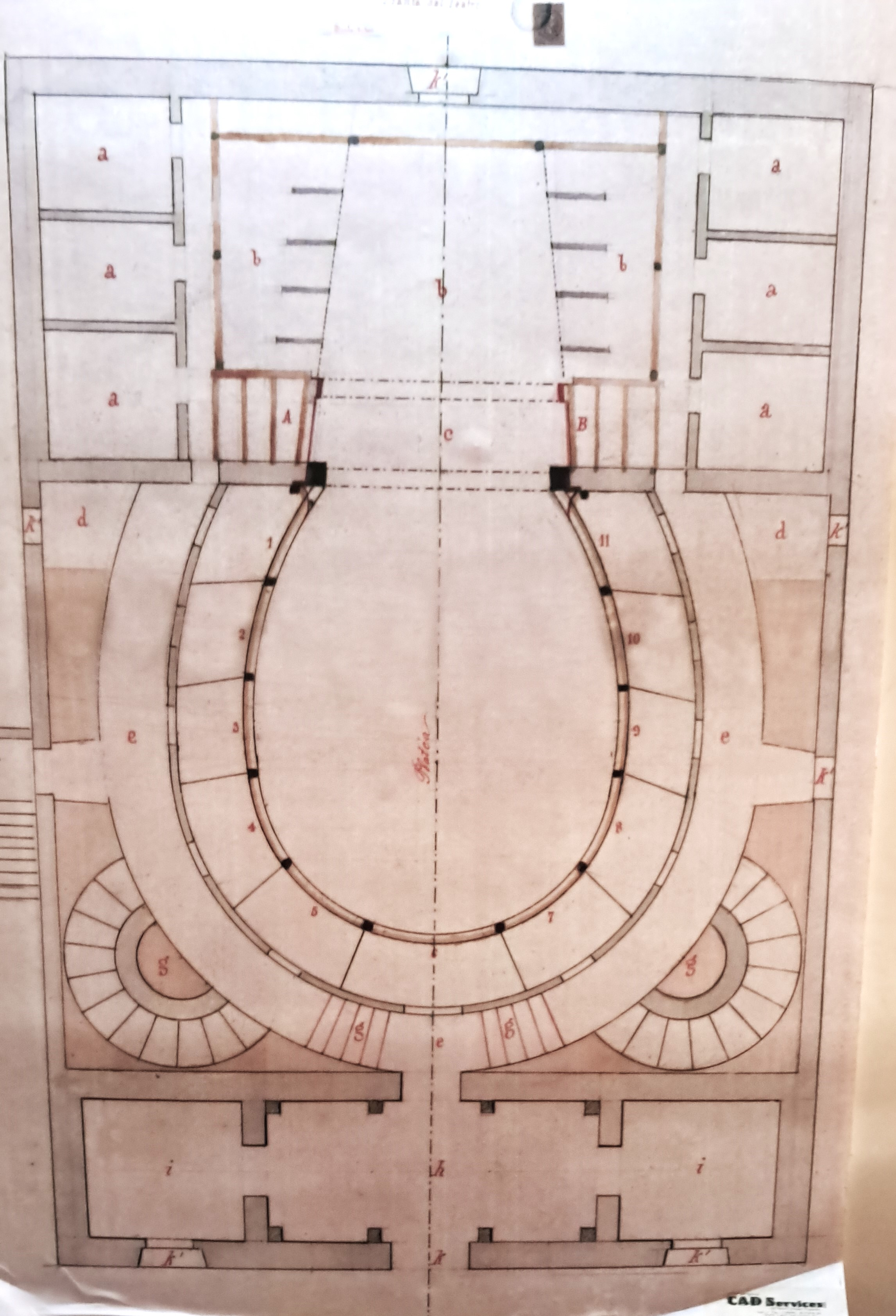
Teatro comunale di Ceglie Messapica - la pianta del teatro ottocentesco

Alla fine dell'Ottocento l'intera città fu interessata da un processo espansivo con la costruzione di importanti edifici che per l'epoca rappresentarono un salto di qualità nella crescita economica e produttiva della città e della sua popolazione. Il teatro fu progettato dall'ingegnere Antonio Guariglia di Lecce. Il sindaco, Giuseppe Elia, ne avviò i lavori nel 1873 ma l'opera venne terminata molti anni dopo e venne inaugurata il 30 aprile del 1878. I lavori vennero eseguiti da maestranze locali. La facciata, il solo elemento originario che si conserva del Teatro Comunale, inizialmente intitolato Politeama Giuseppe Giacosa, è in sobrio stile neoclassico e pochi elementi decorativi barocchi, con un solo ingresso ad arco a tutto sesto. Il manufatto architettonico ha svolto la sua funzione di teatro sino agli inizi dei per poi diventare, nel corso del tempo, prima cinematografo, poi ricovero per cavalli durante la seconda guerra mondiale, quindi sala matrimoni, infine deposito della nettezza urbana. Dopo una lunga fase di restauro incominciata sul finire del XX secolo la struttura ha ricominciato a svolgere il suo ruolo originario di teatro pubblico.
Alla fine del XX secolo venne avviato un piano di ristrutturazione. Ad un primo incarico affidato nel 1974 per la redazione di un progetto di ristrutturazione ma che per mancanza di fondi non fu realizzato, seguì nel 1979 l'elaborazione di un ulteriore progetto, sulla base del quale furono appaltati i lavori di ristrutturazione che iniziarono nel 1981. Dopo l'intervento nel 1984 da parte della Commissione Provinciale Pubblico Spettacolo si rese necessaria un'ulteriore variante, la cui esecuzione venne sospesa per una controversia tra il comune e la ditta appaltatrice. I lavori si fermarono ancora nel corso del 1986, lasciando l'immobile allo stato rustico. Nel 1987 si affidò nuovamente l'appalto per il completamento dei lavori, che riaprì il cantiere all'inizio del 1989 per poi interromperli nuovamente nel 1990. Il comune di Ceglie Messapica nel 1996, a seguito della ricezione di una relazione sullo stato dell'immobile e le indicazioni per il completamento dei lavori da parte di una apposita Commissione che si era formata, diede l'avvio definitivo per il completamento dei lavori.